# Hrabstwo Montgomery (Ohio)
Hrabstwo Montgomery (ang. Montgomery County) – hrabstwo w stanie Ohio w Stanach Zjednoczonych. Obszar całkowity hrabstwa obejmuje powierzchnię 464,34 mil2 (1 202,65 km²). Według danych z 2010 r. hrabstwo miało 535 153 mieszkańców. Hrabstwo powstało 1 maja 1803 roku i nosi imię Richarda Montgomeryego - generała Armii Kontynentalnej poległego w czasie wojny o niepodległość Stanów Zjednoczonych.

## Sąsiednie hrabstwa
- Hrabstwo Miami (północ)
- Hrabstwo Clark (północny wschód)
- Hrabstwo Greene (wschód)
- Hrabstwo Warren (południe)
- Hrabstwo Butler (południowy zachód)
- Hrabstwo Preble (zachód)
- Hrabstwo Darke (północny zachód)

## Miasta
- Brookville
- Carlisle
- Centerville
- Clayton
- Dayton
- Englewood
- Germantown
- Huber Heights
- Kettering
- Miamisburg
- Moraine
- Oakwood
- Riverside
- Trotwood
- Union
- Vandalia
- West Carrollton

## Wioski
- Farmersville
- New Lebanon
- Phillipsburg
- Verona

## CDP
- Drexel